# Bartolomé Clavero
Bartolomé Clavero Salvador (25 de maio de 1947 - 30 de setembro de 2022) foi professor catedrático de História do Direito e das Instituições da Universidade de Sevilha, Espanha. Era autor de inúmeros trabalhos, principalmente a respeito de direito indígena, da história do direito constitucional, do direito comercial e do direito civil.
Analisou criticamente posições consolidadas na história do direito tradicional, como por exemplo, a o constitucionalismo na América Latina, incluído estudos das Constituições recentes, consideradas "multiétnicas" ou expressando o "Novo constitucionalismo latino-americano",

## Obras
- Matrimonio sin signo de género y con carga de historia. Quaderni Fiorentini http://www.centropgm.unifi.it/cache/quaderni/46/0910.pdf
- Constitucionalismo colonial, UAM, 2016, ISBN 978-84-8344-537-2

- Derecho global, Trotta, 2014. ISBN 978-84-9879-503-5

- Pueblos, Nación, Constitución. En torno a 1812 (com Marta Lorente Sariñena e José María Portillo) Ikusager, 2004. ISBN 978-84-85631-98-8

- España, 1978, Marcial Pons, 2014. ISBN 978-84-15963-16-5

- El árbol y la raíz, Crítica, 2013. ISBN 978-84-9892-526-5

- El Orden de los Poderes, Trotta, 2007. ISBN 978-84-8164-912-3

- Freedom's Law and Indigenous Rights. Berkeley, California, Estados Unidos. Robbins Collection -- School of Law. 2005. 202. ISBN 1-882239-16-4

- Tratados con Otros Pueblos y Derechos de Otras Gentes en la Constitución de Estados Por América. Madrid. Centro de Estudios Políticos y Constitucionales. 2005. 150. ISBN 84-259-1286-5

- Genocidio y Justicia. la Destrucción de las Indias, Ayer y Hoy. Madrid,. Marcial Pons. 2002. ISBN 85-953794-6-7

- Historia y derecho indígenas, Universidad de Sevilla, 2002. ISBN 978-84-95454-85-0

- Ama Llunku, Abya Yala : Constituyencia Indígena y Código Ladino Por América. Madrid. Centro de Estudios Políticos y Constitucionales. 2000. 483. ISBN 84-259-1122-2

- Happy Constitution. Madrid. Trotta. 1997

- La Grâce Du Don. París. Albin Michel. 1996

- Tomás y Valiente: una Biografía Intelectual. Milán. Giuffrè. 1996

- Diritto Della Società Internazionale. Milano. Jaca Book. 1995

- Derecho Indígena y Cultura Constitucional en América. México. Siglo XXI. 1994

- Historia del Derecho: Derecho Común. Salamanca. Universidad de Salamanca. 1994. ISBN 978-84-7481-774-4

- Antidora. Antropología Católica de la Economía Moderna. Milán. Giuffrè. 1991

- Razón de Estado, Razón de Individuo, Razón de Historia. Madrid. Centro de Estudios Políticos y Constitucionales. 1991

- Manual de Historia Constitucional de España. Madrid. Alianza Editorial. 1989

- Mayorazgo. Madrid. Siglo XXI. 1989

- Los Derechos y los Jueces. Madrid. Civitas. 1988 (2ª ed., 2016. ISBN 978-84-9135-976-0)

- Tantas Personas Como Estados. Madrid. Tecnos. 1986

- Fueros Vascos. Historia en Tiempos de Constitución. Barcelona. Ariel. 1985

- Usura. del Uso Económico de la Religión en la Historia. Madrid. Tecnos. 1985

- Autonomía Regional y Reforma Agraria. Jerez. Fundación Universitaria de Jerez. 1984

- Evolución Histórica del Constitucionalismo Español. Madrid. Tecnos. 1984

- El Código y el Fuero. Madrid. Siglo XXI. 1982